# 阿拉巴马大学亨茨维尔分校

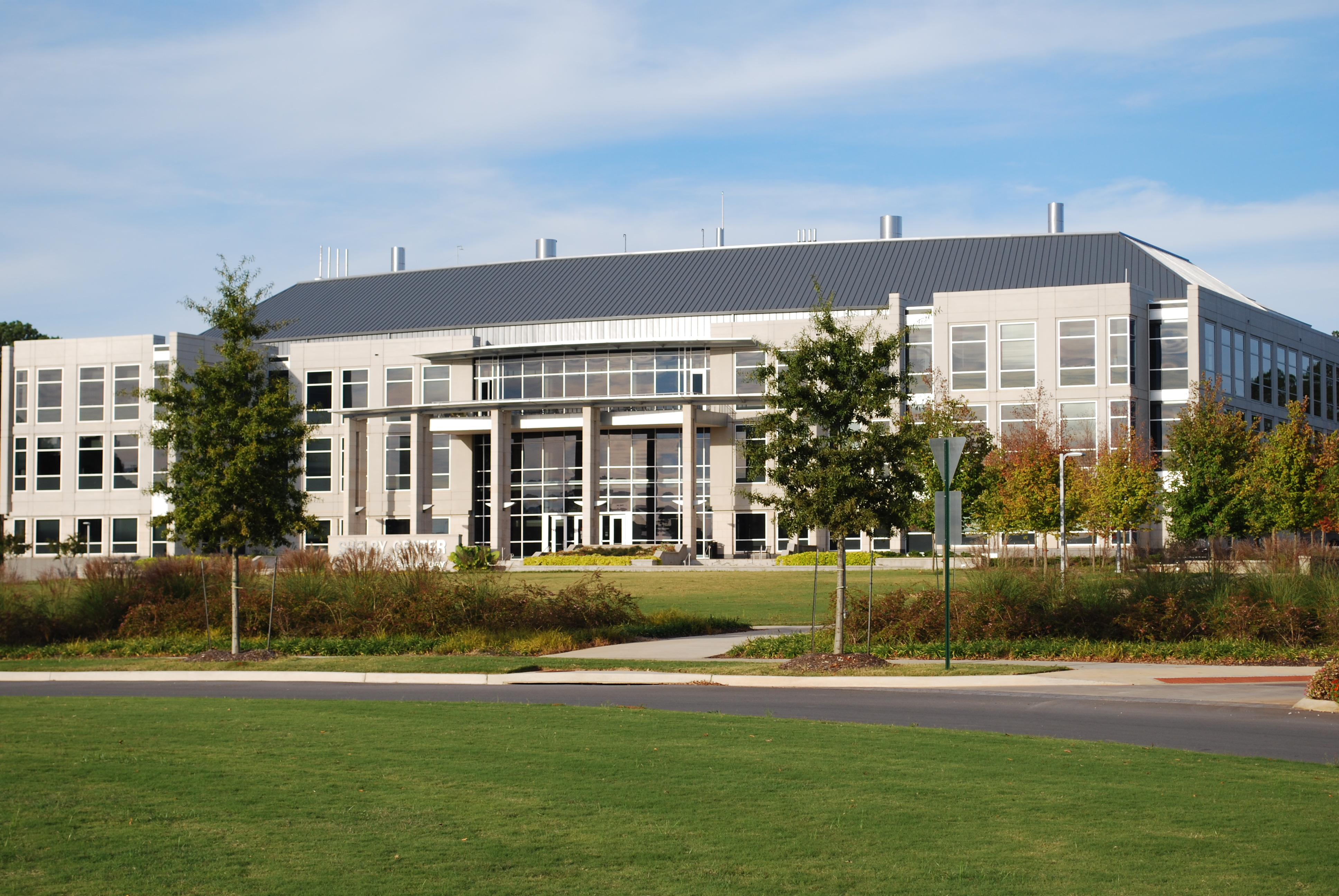
大學建築Shelby Center

阿拉巴馬立大學亨茨維爾分校（The University of Alabama in Huntsville，簡稱：UAHuntsville或UAH），是一所位於美國阿拉巴馬州亨茨維爾的州立大學。該大學創建於1961年，此前的十年是阿拉巴馬大學的一部分，現在是阿拉巴馬大學系統的成員之一，提供本科到博士的教育。2015年《美國新聞與世界報道》將其列在全國大學排名中的第187位。